# フレンズ (レベッカの曲)
「フレンズ」は、レベッカの4枚目のシングル。1985年10月21日にCBSソニー / FITZBEATから発売された。
1999年に、フジテレビ系ドラマ『リップスティック』の主題歌に採用されるにあたり、土橋安騎夫によるリミックスが施された「フレンズ 〜remixed edition〜」（フレンズ リミックス・エディション）がSME Recordsから、ボーカルのNOKKOがのっこ名義でセルフカバーされたシングルが、BMG JAPANから同時にリリースされた。

## 背景
1985年に放映された、日本テレビ系ドラマ『ハーフポテトな俺たち』のエンディングテーマに起用され、大ヒットを収めている。当時としては異例のミリオンセラーを達成した、同年発売のオリジナルアルバム『REBECCA IV 〜Maybe Tomorrow〜』をはじめ、後に発売されるベスト・アルバムにも何度か収録されており、レベッカを代表する曲の1つとして挙げられる。なお、同時収録の「ガールズ ブラボー!」は、同ドラマのオープニングテーマとして使用されている。
レベッカ再結成後の2015年には『第66回NHK紅白歌合戦』に初出場し、表題曲を歌唱した。

## 制作
作詞兼ボーカルのNOKKOは「フレンズ」について、中学3年生の時に初めてできたボーイフレンド（ファーストキスの相手）の歌と述べている。その頃、流行っていたユーミンの曲を歌ったりしていた。また、高校生になると離れ離れになってしまうので全然元気が出なくて悲しかったという。

## 収録曲

### フレンズ/ガールズ ブラボー!
| 全作詞: NOKKO、全作曲: 土橋安騎夫、全編曲: レベッカ。 |                        |       |            |      |
| #                                                     | タイトル               | 作詞  | 作曲・編曲 | 時間 |
| 1.                                                    | 「フレンズ」           | NOKKO | 土橋安騎夫 | 4:32 |
| 2.                                                    | 「ガールズ ブラボー!」 | NOKKO | 土橋安騎夫 | 3:39 |
| 合計時間:                                             | 合計時間:              | 8:11  |            |      |

### フレンズ 〜remixed edition〜
| 全作詞: NOKKO、全作曲: 土橋安騎夫、全編曲: REBECCA。 |                                  |       |            |      |
| #                                                    | タイトル                         | 作詞  | 作曲・編曲 | 時間 |
| 1.                                                   | 「フレンズ 〜remixed edition〜」 | NOKKO | 土橋安騎夫 | 4:37 |
| 2.                                                   | 「Maybe Tomorrow」               | NOKKO | 土橋安騎夫 | 5:27 |
| 3.                                                   | 「フレンズ 〜Backing Track〜」   | NOKKO | 土橋安騎夫 | 4:36 |
| 合計時間:                                            | 合計時間:                        | 14:40 |            |      |

## レコーディングメンバー
- NOKKO:ボーカル
- 土橋安騎夫:キーボード
- 高橋教之:ベース
- 小田原豊:ドラムス
- 古賀森男:ギター
- 是永巧一:ギター

## メディアでの使用
| # | 曲名                   | タイアップ                                                   | 出典  |
| - | ---------------------- | ------------------------------------------------------------ | ----- |
| 1 | 「フレンズ」           | 日本テレビ系ドラマ『ハーフポテトな俺たち』エンディングテーマ | [ 4 ] |
| 1 | 「フレンズ」           | 日本テレビ系ドラマ『MARS〜ただ、君を愛してる〜』主題歌       |       |
| 2 | 「ガールズ ブラボー!」 | 日本テレビ系ドラマ『ハーフポテトな俺たち』オープニングテーマ | [ 4 ] |

| # | 曲名                             | タイアップ                                   | 出典  |
| - | -------------------------------- | -------------------------------------------- | ----- |
| 1 | 「フレンズ 〜remixed edition〜」 | フジテレビ系ドラマ『リップスティック』主題歌 | [ 2 ] |
| 2 | 「Maybe Tomorrow」               | フジテレビ系ドラマ『リップスティック』挿入歌 |       |

## のっこによるセルフカバー
NOKKOの14枚目のシングル（のっこ名義）。1999年5月12日にBMG JAPANから発売された。

### 背景
表題曲「フレンズ (Creamy)」は、フジテレビ系ドラマ『リップスティック』の挿入歌に起用された。
2000年3月23日に、アルバム『Viaje』（NOKKO名義）に「フレンズ (Creamy)」が収録された。
2015年10月28日に、セルフカバーアルバム『NOKKO sings REBECCA tunes 2015』に別バージョンで収録された。

### 収録曲
| #         | タイトル                | 作詞      | 作曲       | 時間  |
| --------- | ----------------------- | --------- | ---------- | ----- |
| 1.        | 「フレンズ (Creamy)」   | NOKKO     | 土橋安騎夫 | 4:29  |
| 2.        | 「フレンズ (Match up)」 | NOKKO     | 土橋安騎夫 | 4:11  |
| 3.        | 「雨と太陽」            | のっこ    | 白井良明   | 4:53  |
| 合計時間: | 合計時間:               | 合計時間: | 合計時間:  | 13:33 |

## 中野愛子によるカバー
中野愛子の1枚目のシングル。2010年1月27日にflying DOGからhibikuの「爪痕」と同時発売された。

### 制作
表題曲「フレンズ」は、レベッカのメンバーである土橋安騎夫が劇伴を担当したテレビアニメ『ダンス イン ザ ヴァンパイアバンド』のオープニングテーマとして起用され、Elements Gardenの藤田淳平が編曲を手掛けている。
カップリングの「ROSA」は、中野自身が作詞・作曲を担当している。

### ディスクジャケット
ジャケットでは、中野が『ダンス イン ザ ヴァンパイアバンド』の登場人物であるミナ・ツェペッシュの椅子を模したものに腰掛けている。

### 収録曲
| #         | タイトル                    | 作詞      | 作曲       | 編曲                       | 時間  |
| --------- | --------------------------- | --------- | ---------- | -------------------------- | ----- |
| 1.        | 「フレンズ」                | NOKKO     | 土橋安騎夫 | 藤田淳平 (Elements Garden) | 4:27  |
| 2.        | 「ROSA」                    | 中野愛子  | 中野愛子   | 是永巧一                   | 4:04  |
| 3.        | 「フレンズ」(without vocal) |           |            |                            | 4:27  |
| 4.        | 「ROSA」(without vocal)     |           |            |                            | 4:03  |
| 合計時間: | 合計時間:                   | 合計時間: | 合計時間:  | 合計時間:                  | 17:01 |

### 参加ミュージシャン
| フレンズ - E.Bass : 種子田健 - E.Guitar : 野村義男 - Strings : 弦一徹Strings - Chorus : 貝田由里子 | ROSA - All Programming & Instruments : 是永巧一 - Manipulation : 平石晴己 |

## カバーしたアーティスト
| アーティスト                                       | 収録作品                                                | 発売日                    |          |
| フレンズ                                           | フレンズ                                                | フレンズ                  | フレンズ |
| -------------------------------------------------- | ------------------------------------------------------- | ------------------------- | -------- |
| 藤崎詩織（金月真美）                               | 風の扉                                                  | 1999年4月2日              |          |
| Jungle Smile                                       | tribute to REBECCA DREAM DISCOVERY                      | 1999年11月10日            |          |
| 大黒摩季とフレンズ                                 | COPY BAND GENERATION VOL.1                              | 2004年3月17日             |          |
| くにたけみゆき                                     | GuitarFreaks V & DrumMania V Soundtracks                | 2005年7月6日              |          |
| Mi                                                 | 80's×Mi                                                 | 2006年6月21日             |          |
| NapsaQ                                             | NapsaQ〜青春ソングリクエストアルバム〜                  | 2006年12月20日            |          |
| Baby Megu                                          | 80'S HIT PARADE VOL.1                                   | 2007年7月25日             |          |
| 美吉田月                                           | pure flavor #2〜key of love〜                           | 2008年1月16日             |          |
| 加藤いづみ                                         | favorite                                                | 2008年2月6日              |          |
| Friends                                            | BEST FRIENDS                                            | 2009年1月7日              |          |
| デーモン小暮閣下                                   | GIRLS' ROCK 〜Tiara〜                                   | 魔暦11年（2009年）2月11日 |          |
| 西寺実                                             | ふぞろいのロックたち 其之壱                             | 2009年2月11日             |          |
| 茉奈 佳奈                                          | ふたりうた2                                             | 2009年8月12日             |          |
| 稲垣潤一 duet with 遊佐未森                        | 男と女2                                                 | 2009年10月28日            |          |
| MAX                                                | BE MAX                                                  | 2010年9月8日              |          |
| ビビアン・スー                                     | Natural Beauty                                          | 2011年3月16日             |          |
| 中川翔子                                           | しょこたん☆かばー4-2 〜しょこ☆ロック篇〜                | 2011年10月12日            |          |
| Dancing Dolls                                      | DD JUMP                                                 | 2013年7月24日             |          |
| 柴田あゆみ                                         | kick start                                              | 2014年2月19日             |          |
| 水谷千重子（友近） & 八公太郎（バッファロー吾郎A） | ジョインがお好きでしょ （「フレンズ音頭」の曲名で収録） | 2017年11月15日            |          |
| 絢香                                               | 遊音倶楽部 〜2nd grade〜                                | 2020年5月13日             |          |
| GARNiDELiA                                         | フレンズ（配信リリース）                                | 2022年8月1日              |          |
| 小雨（宮本侑芽）                                   | TVアニメ「スナックバス江」Cover Song Collection         | 2024年4月3日              |          |
| ウォルピスカーター                                 | 余罪                                                    | 2024年4月10日             |          |